# Malîi Mîdsk, Kostopil
Malîi Mîdsk (în ucraineană Малий Мидськ) este localitatea de reședință a comunei Malîi Mîdsk din raionul Kostopil, regiunea Rivne, Ucraina.

## Demografie
Componența lingvistică a localității Malîi Mîdsk
     Ucraineană (99,61%)
     Alte limbi (0,39%)
Conform recensământului din 2001, majoritatea populației localității Malîi Mîdsk era vorbitoare de ucraineană (99,61%), existând în minoritate și vorbitori de alte limbi.